# Grande tempio di Amon
(Heinrich von Mayr)
Il Grande tempio di Amon di Tebe, o Tempio di Karnak, è un grande complesso templare egiziano situato sulla riva orientale del Nilo nella attuale città di Luxor. Situato presso il villaggio di Karnak a pochi chilometri da Luxor, è dedicato al culto del dio Amon-Ra e costituisce una parte dell'imponente complesso templare di Karnak. Durante il Nuovo Regno fu il centro della festa annuale di Opet, nella quale una statua di Amon da qui era trasferita lungo il Nilo verso il Tempio di Luxor per il rito di fertilità. Il suo nome in lingua egizia era Ipet-sut ovvero La più venerata delle sedi.
Il Tempio di Luxor è un grande complesso templare egiziano situato sulla riva orientale del Nilo nella città di Luxor (antica Tebe).

## Struttura del tempio

### Il viale delle sfingi e il Primo Pilone

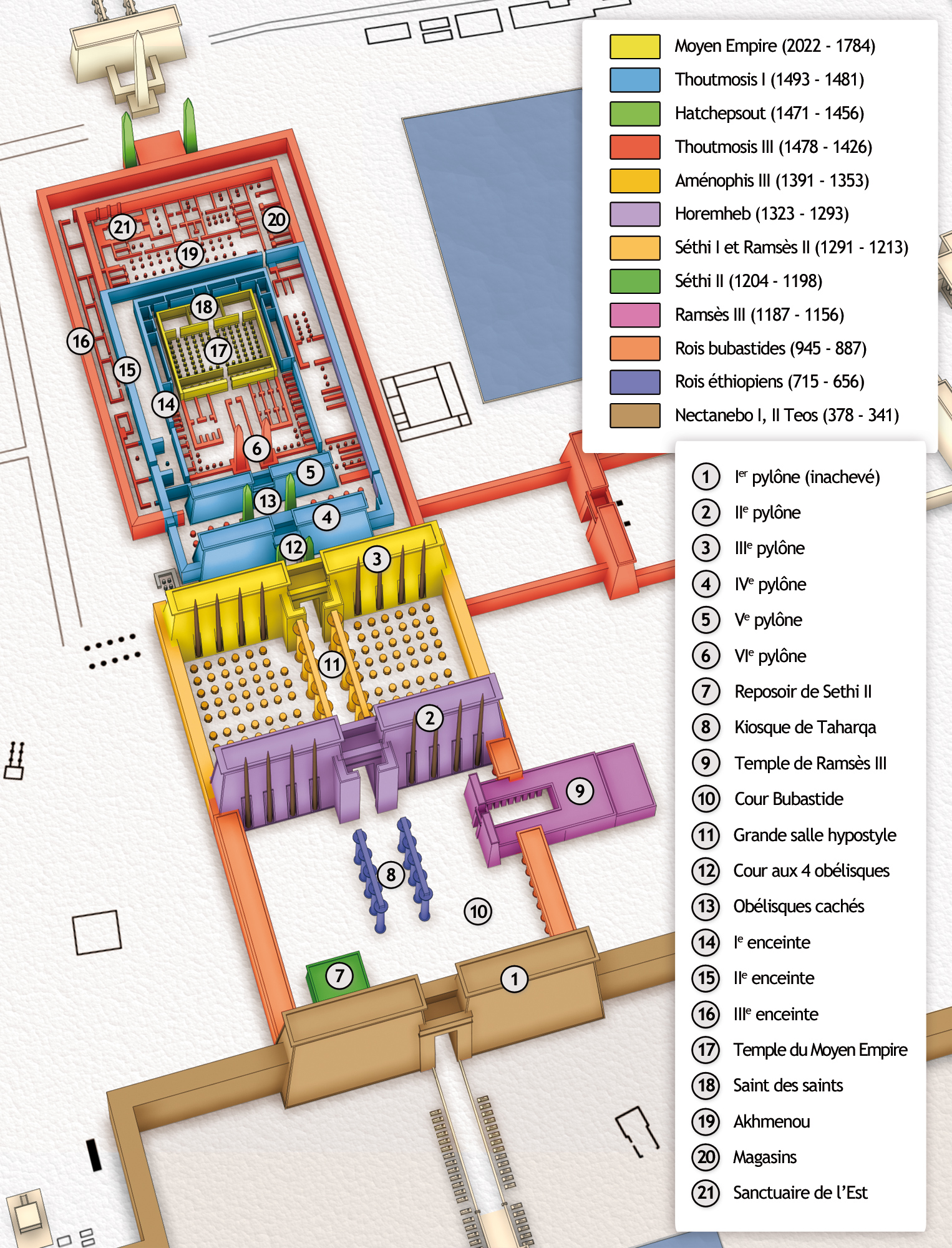
Pianta del Grande tempio
1) I pilone -2) II pilone -3) III pilone -4) IV pilone -5) V pilone -6) VI pilone -7) tempio di Seti II -8) chiosco di Taharqa -9) tempio di Ramses III -10) corte -11) grande sala ipostila -12) corte dei 4 obelischi -13) obelischi -14) I barriera -15) II barriera -16) III barriera -17) tempio del Medio Regno -18) naos -19) Akh-Menu -20) depositi -21) santuario dell'Est

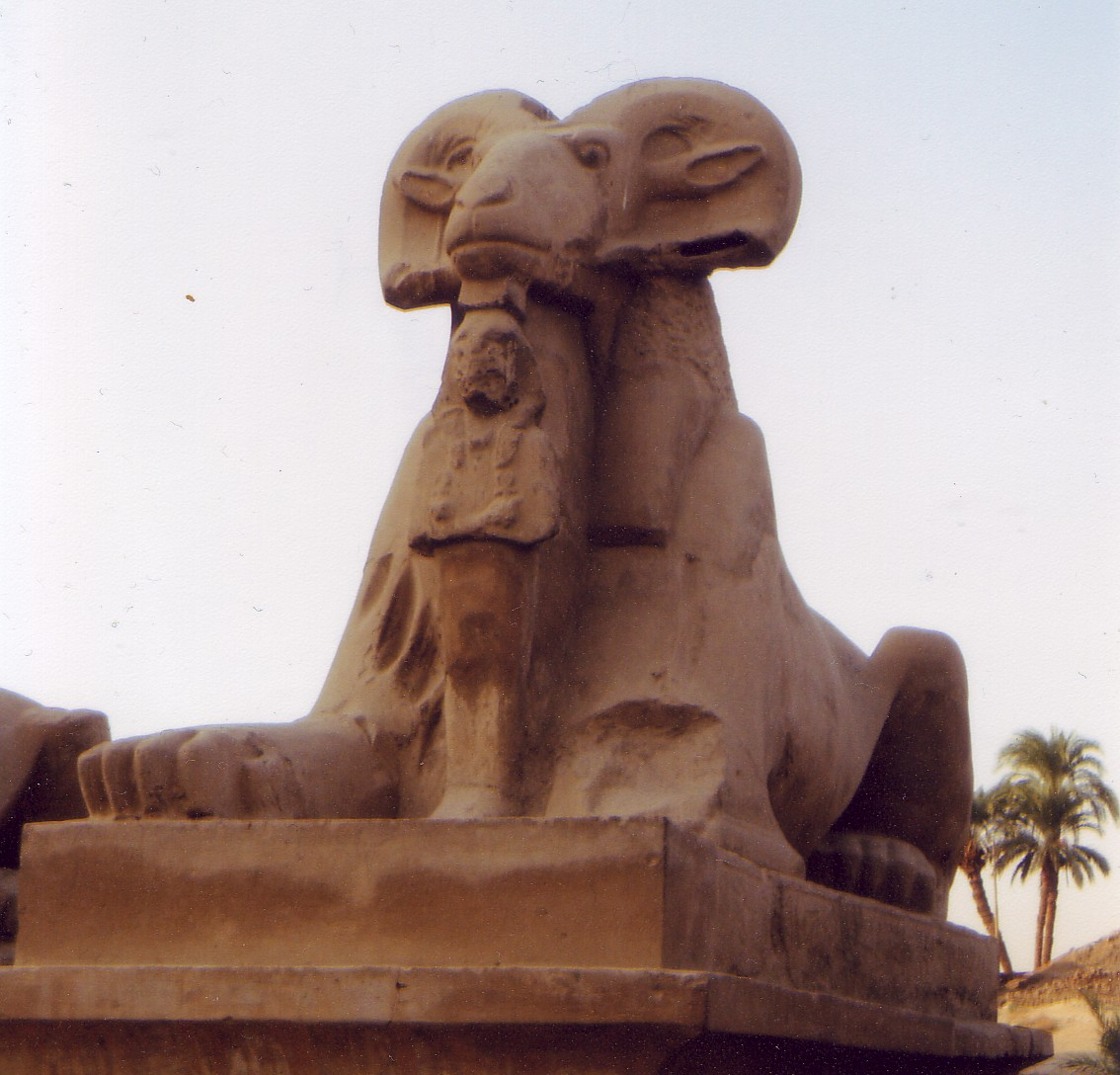
Una delle sfingi criocefale all'ingresso del Tempio di Karnak

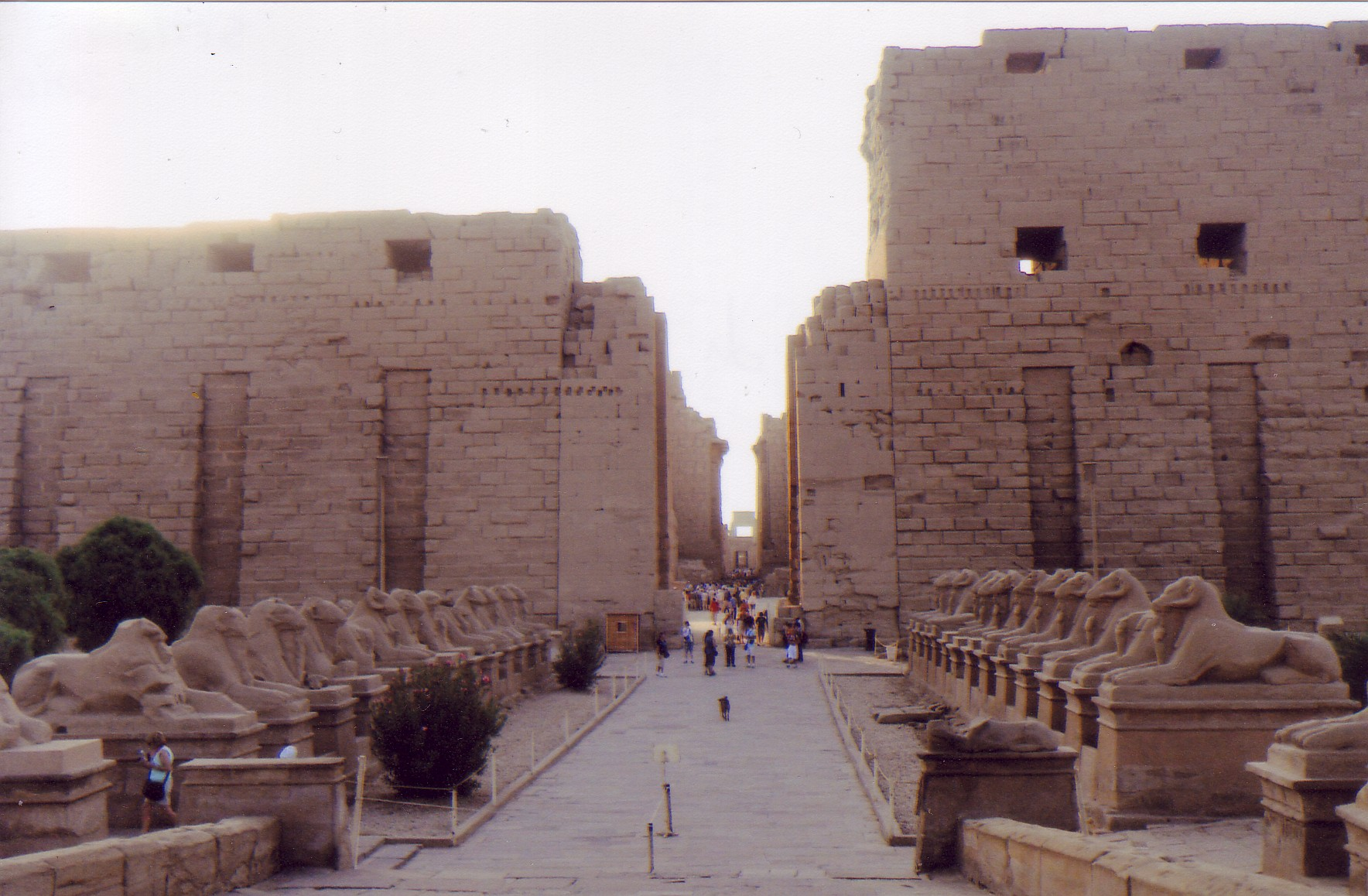
L'ingresso del Tempio Karnak, 1º pilone. Il viale d'accesso è costellato da sfingi criocefale, ovvero a testa d'ariete.

Tutto il percorso che conduceva al tempio era decorato con sfingi criocefale (ovvero con corpo di leone e testa di ariete), poste al lato della strada, denominata "Viale delle Offerte". In origine il viale delle sfingi si spingeva fino al secondo pilone, ma furono spostate a un lato del cortile interno in seguito all'erezione del primo pilone presso il colonnato meridionale. Durante la Festa di Opet il corteo reale recante la barca sacra si snodava tutto lungo il viale fino al Tempio di Luxor.
La costruzione del primo pilone cominciò sotto la XXX dinastia, ma non fu mai completato. Infatti nel cortile interno sono ancora presenti numerosi mattoni accatastati contro il retro del primo pilone. Questi mattoni costituivano la rampa che permetteva di accedere alle zone più elevate durante la fase di costruzione del primo pilone.
La costruzione del primo pilone e del cortile interno incorporò alcune strutture più antiche della XXII dinastia.

### Il Gran Cortile

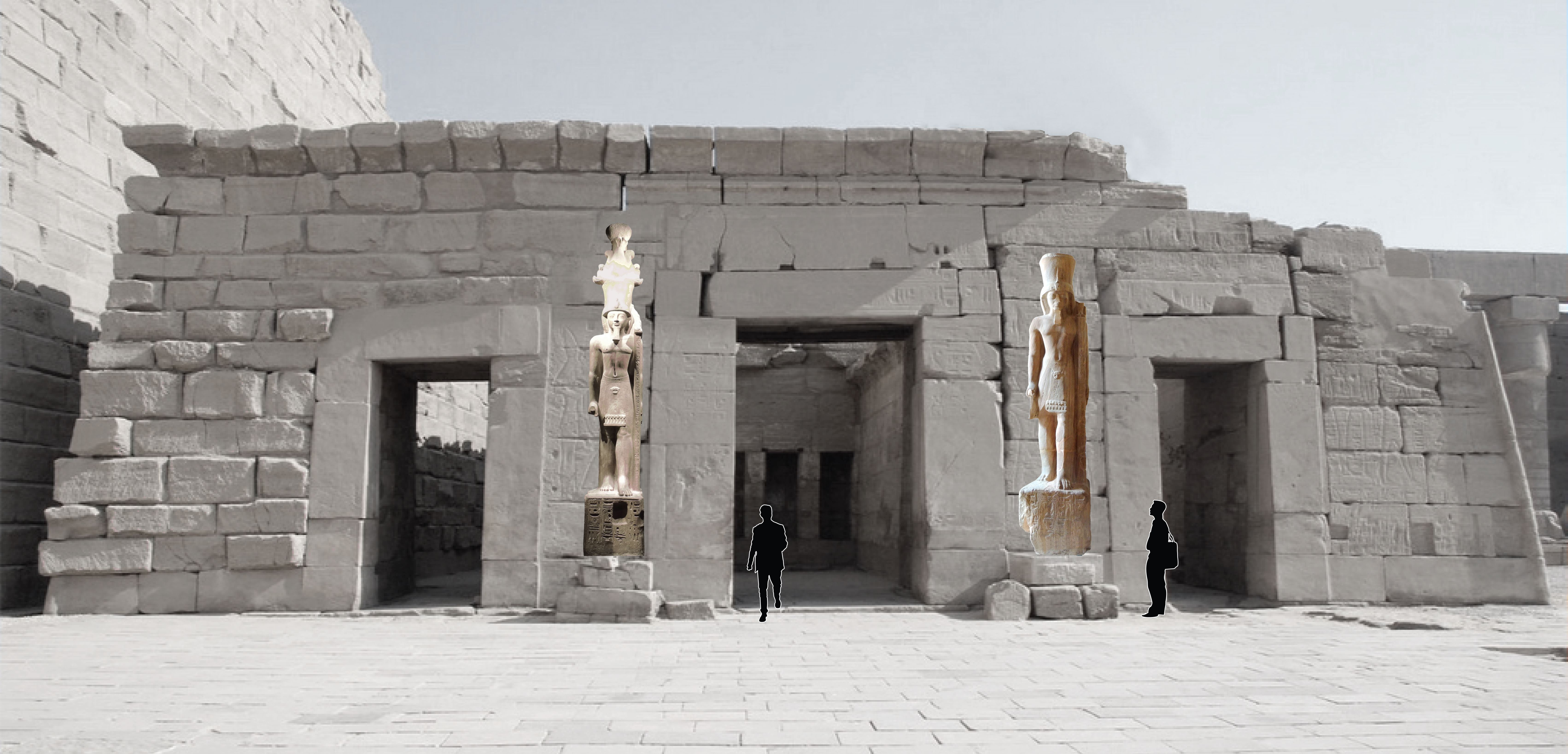
Gran cortile con ingresso delle cappelle delle barche sacre di Seti II, con la ricostruzione della collocazione della grande statua del faraone conservata al Museo Egizio di Torino (a sinistra) e di un'altra simile ora al Louvre.

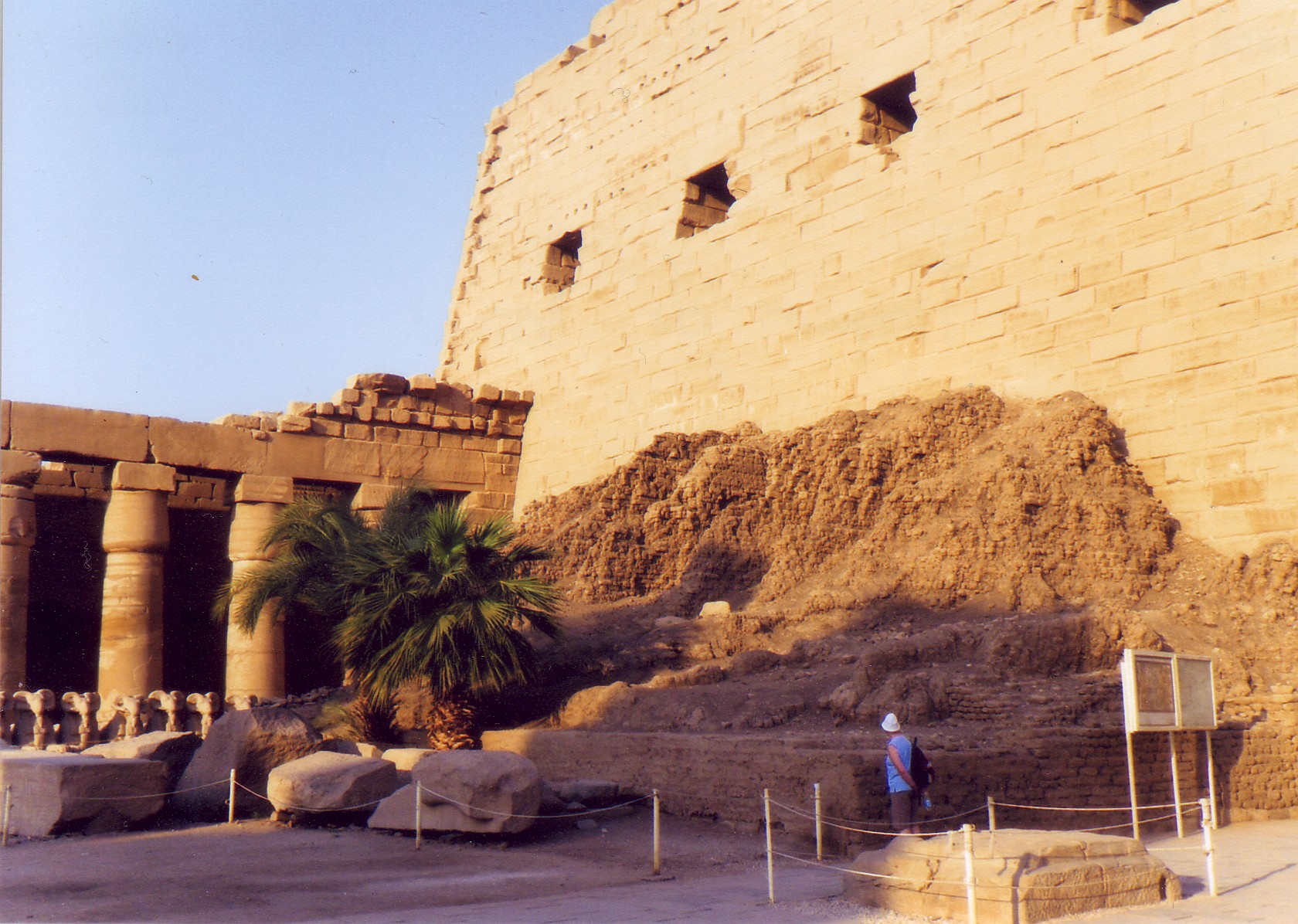
I mattoni serviti come rampa per compiere i lavori al 1º pilone ancora accatastati

L'area del Gran Cortile era il punto massimo cui potevano accedere i fedeli, il resto del tempio era riservato esclusivamente ai sacerdoti.
All'interno del cortile sono presenti alcune costruzioni e templi.
A nord il Tempio costruito da Seti II dedicato alla triade tebana formata dagli dei Amon, Mut e Khonsu. All'interno degli stessi erano conservate le rispettive barche sacre.
Al centro del cortile si trova l'unica colonna superstite dell'antico Chiosco di Taharqa recante iscrizioni di Taharqa, Psammetico II e Tolomeo IV Filopatore. Le sfingi che attraversavano il cortile furono rimosse e spostate ai margini del cortile.
Sul lato sud del cortile, c'è il piccolo tempio di Ramses III. La più antica costruzione presente all'interno del cortile e preesistente allo stesso. Inscrizioni all'interno del tempi mostrano il faraone Ramses III uccidere i prigionieri nemici sotto lo sguardo di Amon-Ra.
Il portale che si apre nel secondo pilone e permette l'accesso alla sala Ipostila è affiancato da due statue in granito rosa raffiguranti Ramses II.

### Il Secondo Pilone

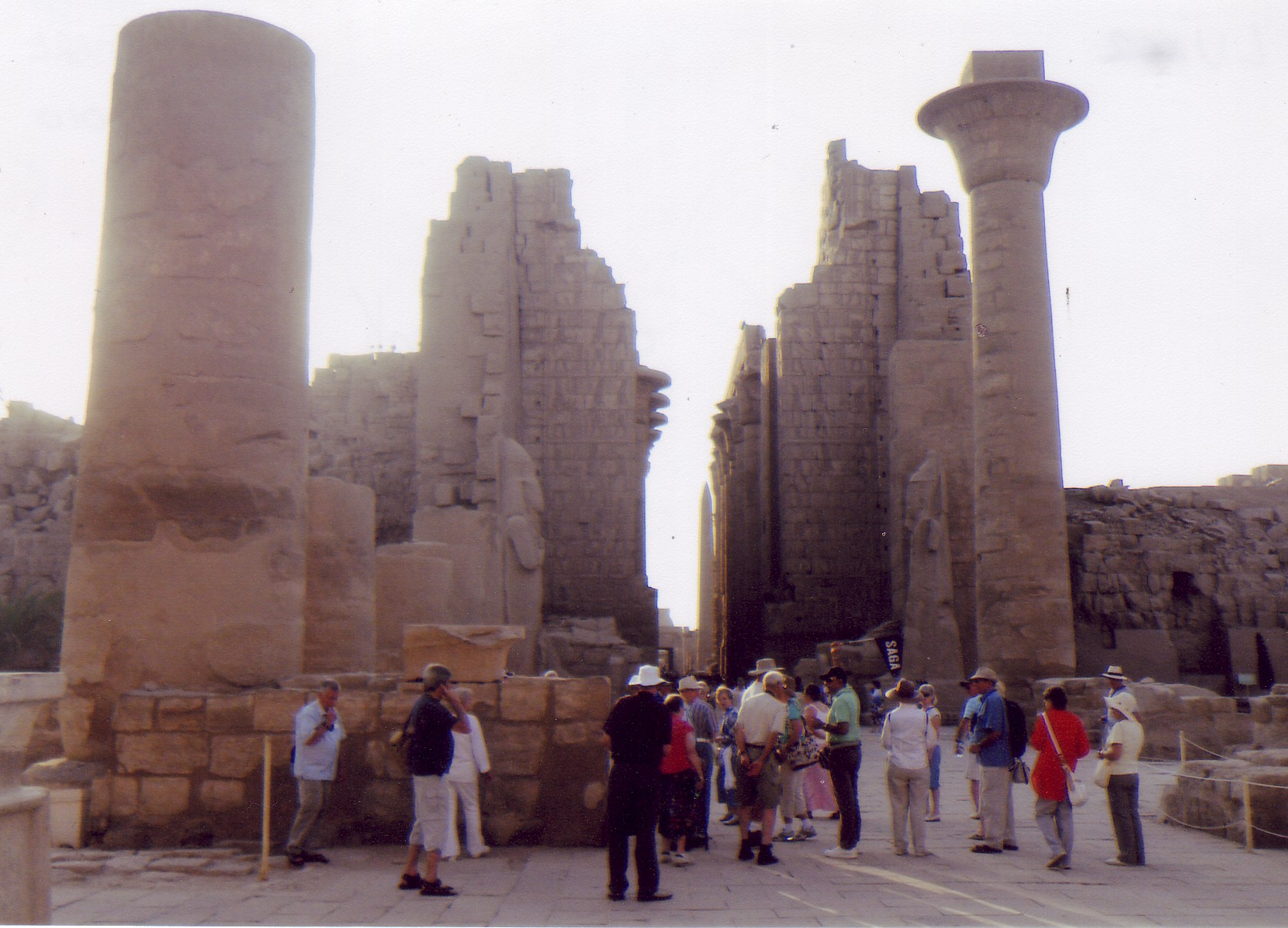
il secondo pilone, ai lati dell'ingresso le statue in granito rosa di Ramses II

Il secondo pilone fu costruito da Horemheb verso la fine del suo regno e solo in parte decorato da lui. In seguito Ramses I e Ramses II usurparono i rilievi e le iscrizioni sul pilone aggiungendovene delle proprie. La facciata orientale del pilone divenne il muro occidentale della nuova costruzione della Grande Sala Ipostila sotto Seti I che aggiunse alcune immagini onorifiche del tardo Ramses I per compensare numerose immagini che aveva distrutto nella costruzione della Grande Sala Ipostila.
Horemheb decorò l'interno della torre del pilone con migliaia di blocchi riciclati da monumenti smantellati di suoi successori, specialmente con blocchi di Talatat recuperati dai monumenti di Akhenaton a Tell el Amarna e da un tempio di Tutankhamen e Ay. Questi reperti, circa 20000, furono recuperati dall'archeologo francese Henri Chevrier.
Il tetto del secondo pilone collassò già in epoca antica e fu restaurato in epoca Tolomaica.

### Grande sala ipostila
(David Roberts durante il suo viaggio in Egitto scrivendo della Grande Sala Ipostila nel novembre 1838)

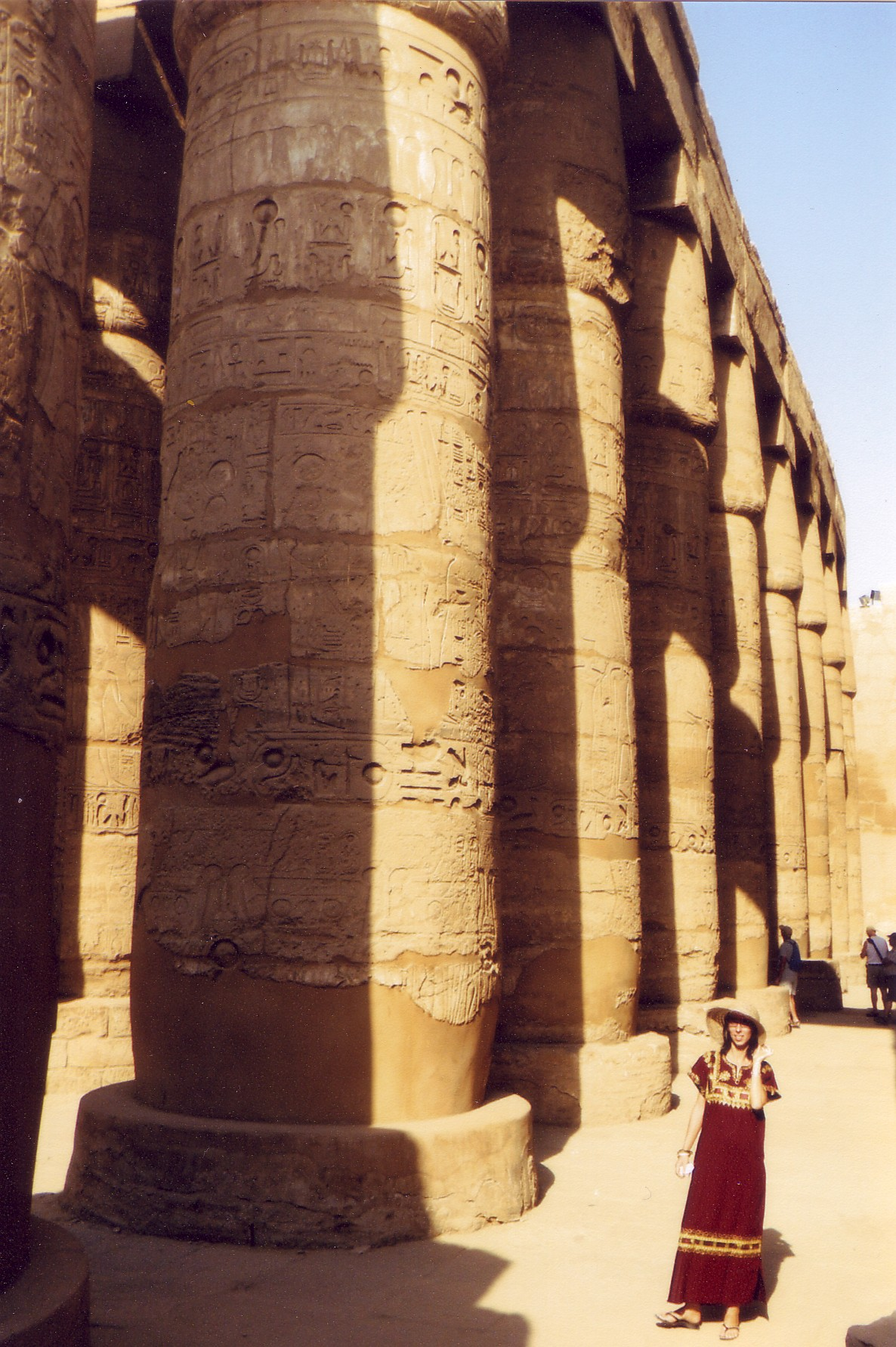
Grande sala ipostila, il colonnato centrale

La Grande sala ipostila fu iniziata dal faraone Seti I e completata da Ramses II.
L'intera Sala è costituita da una folta schiera di colonne decorate e con capitelli papiriformi che si estendono in maniera ravvicinata su tutta la superficie (134 colonne) dando la sensazione di una vera e propria foresta di pietra simboleggiante la foresta di papiro primordiale. Le colonne sono perfettamente allineate e di eguali dimensioni ad eccezione delle dodici colonne centrali che accompagnano il percorso principale. Sono infatti più alte (circa 23 metri e con una circonferenza di 15 metri) in modo da creare negli architravi rialzati delle finestre che permettessero l'illuminazione naturale della sala.
Il muro è decorato con scene di battaglie con Seti I sulla parete nord e Ramses II su quella sud. Queste scene non rappresentano in realtà effettive scene di battaglia, ma veri e propri propositi bellici da intendere in chiave rituale. Adiacente al muro meridionale decorato da Ramses II vi è un altro muro che contiene il testo del trattato di pace stipulato con gli Ittiti nel 21º anno del suo regno.
Le decorazioni sul muro del Terzo Pilone di Amenhotep III, eretto all'interno della Sala Ipostila è quello maggiormente rovinato. Nonostante il notevole logorio, nell'antichità, era considerato splendido e spesso raffigurato sul vasellame d'oro del faraone Amenhotep III. Un vestibolo fu aggiunto più tardi verso la fine del suo regno e parzialmente decorato con scene incomplete di Trionfi dal faraone Amenhotep IV/Akhenaten, suo successore, prima che abbandonasse il culto del dio Amon-Ra per portare avanti il suo progetto di religione monoteista.

### Gli obelischi di Thutmose I e di Hatshepsut

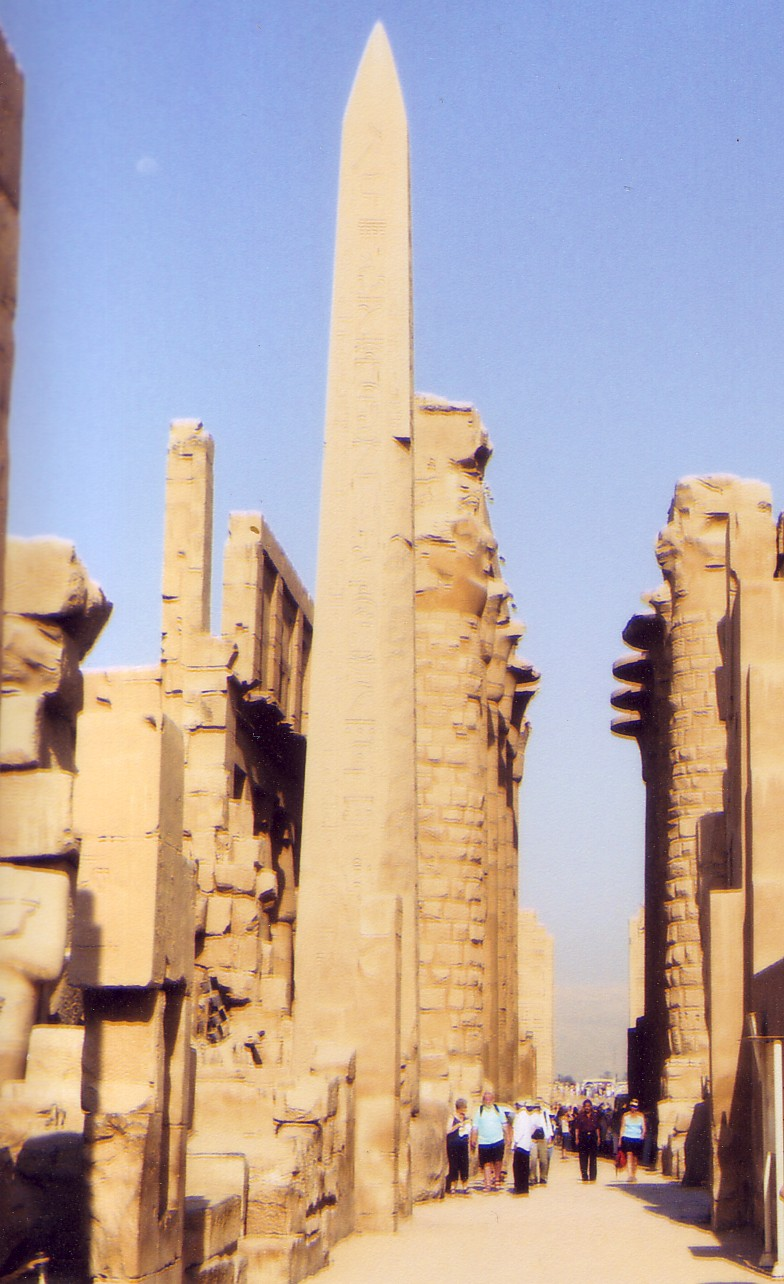
L'obelisco di Thutmose I, sullo sfondo si nota il colonnato centrale della Grande Sala Ipostila

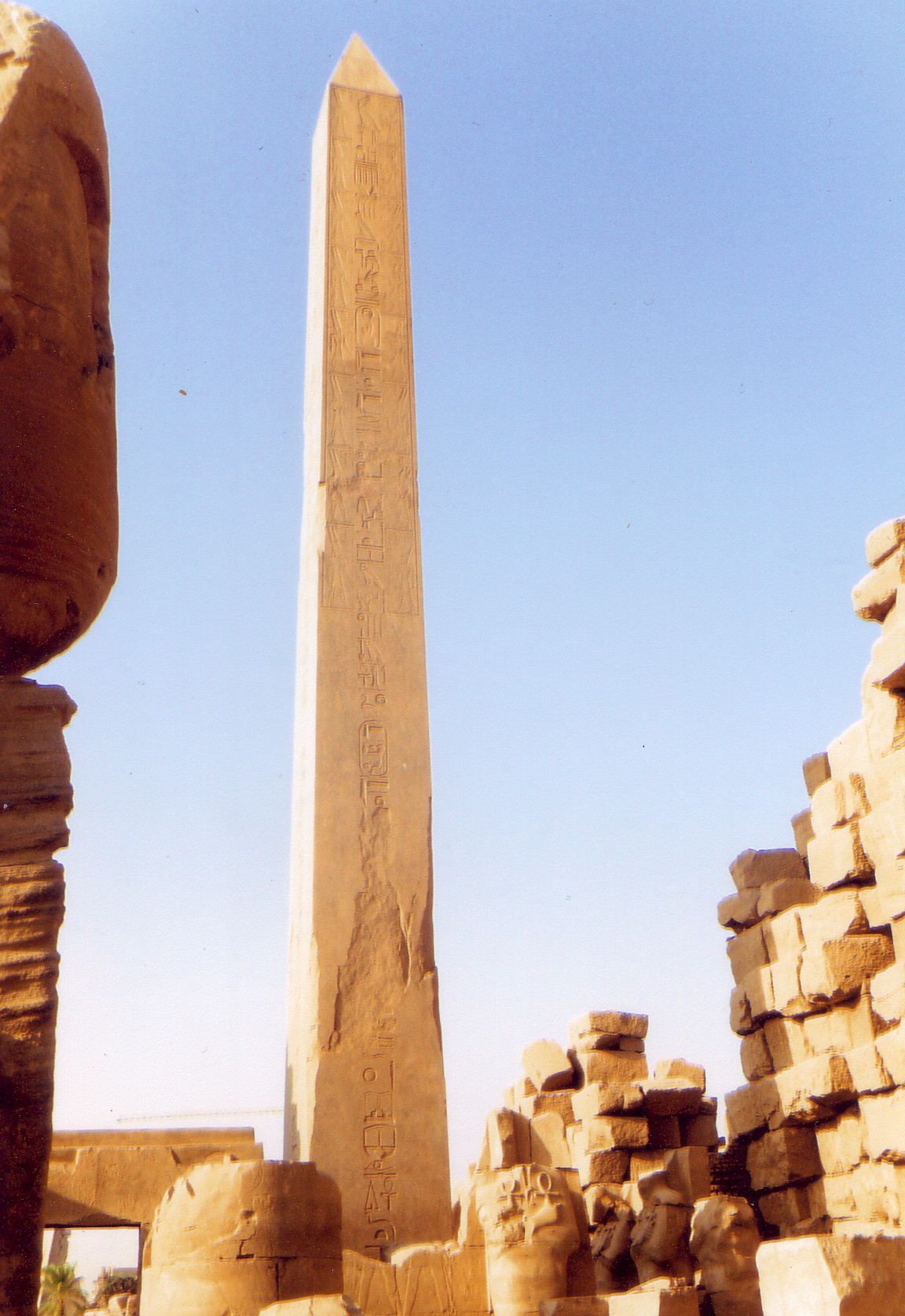
L'obelisco di Hatshepsut, detto anche l'obelisco nascosto

Per erigere il Terzo Pilone Amenhotep III smantellò numerose costruzioni più antiche, compreso un piccolo portale che lui stesso aveva innalzato all'inizio del proprio regno. Riempì infatti con centinaia di blocchi tratti da precedenti monumenti la torre del Pilone. Ciò permise più tardi agli egittologi di ricostruire diversi monumenti altrimenti perduti come la Cappella Bianca di Sesostris I e la Cappella Rossa della regina Hatshepsut ora conservati nel Museo all'aria aperta a Karnak.
Le decorazioni del Pilone furono più tardi restaurate da Tutankhamen che inserì inoltre immagini di sé stesso (oltre a sculture quali la propria statua in posa da offerente, in granito nero). Queste furono poi cancellate da Horemheb. Le immagini cancellate di Tutankhamen furono a lungo considerate erroneamente rappresentazioni del faraone Akhenaten stesso.
Uno stretto corridoio separa il terzo Pilone dal Quarto Pilone. Qui erano eretti due obelischi voluti da Thutmose I e Thutmose II per commemorare il Giubileo reale. Oggi solo uno è ancora eretto nella posizione originale. Si tratta di un immenso blocco di granito alto circa 22 metri e pesante alcune tonnellate. L'altro fu nel 330 portato a Costantinopoli dall'imperatore Costantino. Oggi è noto come l'Obelisco di Teodosio.
Poco più avanti, oltre il Quarto Pilone si trova il rimanente obelisco di Hatshepsut; alto 29,26 metri è il più alto obelisco dell'Egitto ed il secondo più alto del mondo dopo l'obelisco Lateranense (32,18 metri). Quando fu eretto era ricoperto quasi completamente di elettro. Thutmose III volle impedirne la vista costruendovi un muro tutto attorno al fine di nasconderlo. Il secondo obelisco voluto dalla regina giaceva crollato presso il Lago sacro. Il monolito rimasto è stato rieretto nel 2022 sul suo basamento, anche al fine di preservarne la stabilità.

### Santuario della barca sacra di Filippo Arrideo
Questo edificio in granito rosa nel quale era conservata la barca sacra di Amon, voluto da Filippo III Arrideo, sorge sul precedente santuario di Thutmose III, a sua volta costruito al posto di una precedente cappella eretta dalla regina Hatshepsut. Questa cappella fu in seguito rinvenuta all'interno di uno dei piloni ed è oggi nota come la Cappella Rossa.

## La riscoperta europea di Tebe

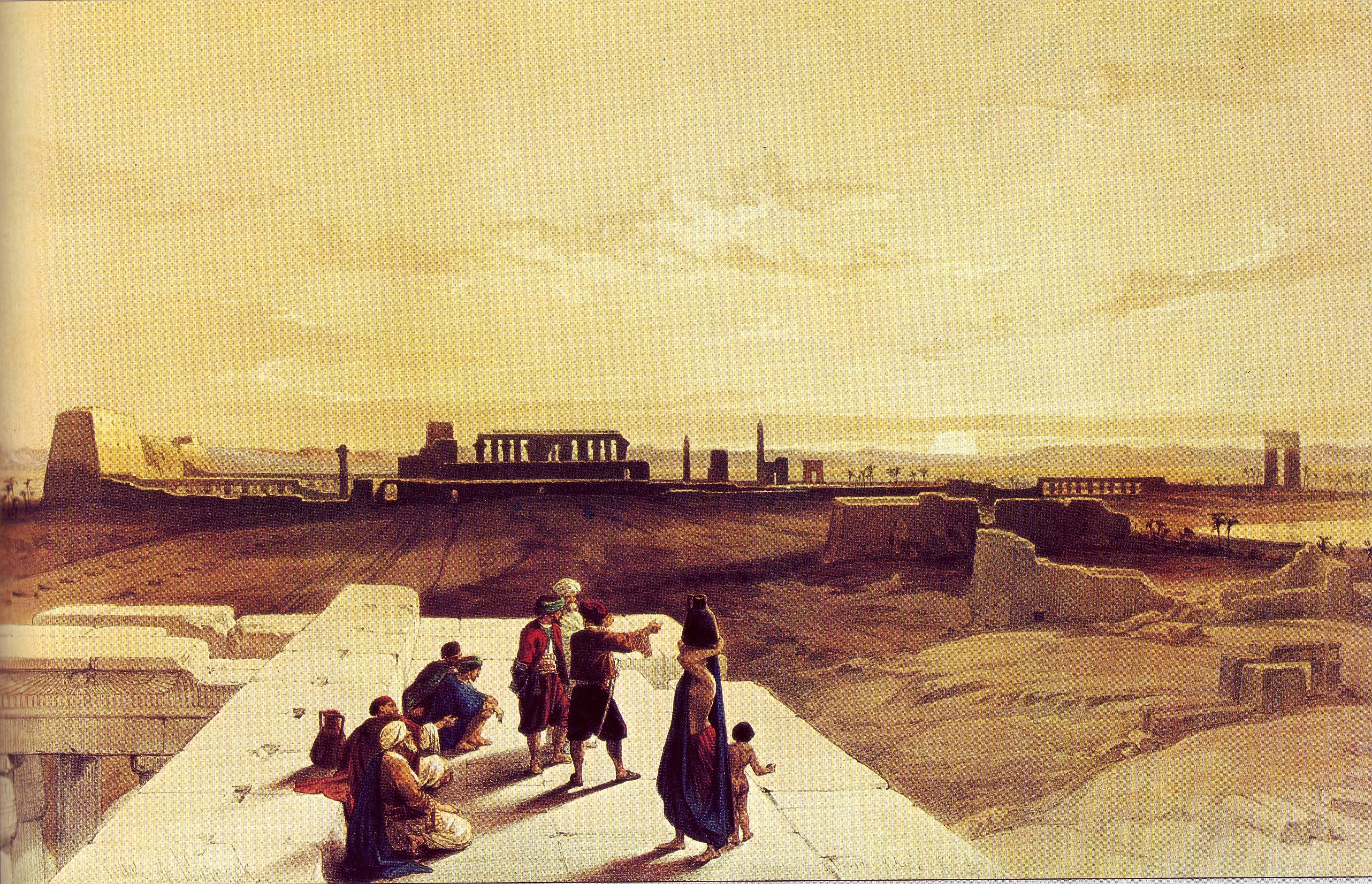
Tempio di Karnak nel disegno di David Roberts (1838-1839)

Il tempio di Tebe fu descritto per la prima volta in epoca moderna da un anonimo viaggiatore veneziano nel 1589. Questa descrizione è conservata nella Biblioteca Nazionale Centrale di Firenze, tutto il resto dei documenti risalgono all'epoca o greca o romana.
Karnak è sia il nome del villaggio sia del complesso. Il nome del Complesso è attestato per la prima volta nel 1668, quando due frati cappuccini Protais e Charles François d'Orléans che attraversarono la zona. Il primo disegno di Karnak, piuttosto inaccurato è di Paul Lucas del 1704 (Voyage du Sieur paul Lucas au Levant). Paul Lucas era in Egitto attorno al 1699-1703.
Karnak fu visitata e descritta in successione da Claude Sicard una prima volta e poi nel suo viaggio insieme a Pierre Laurent Pincia (1718 e 1720-21), Frederick Louis Norden (1737-38), Richard Pococke (1738), James Bruce (1769), Charles-Nicolas-Sigisbert Sonnini de Manoncourt (1777), William George Browne (1792-93), e infine dagli scienziati aggregati alla spedizione militare di Napoleone, tra cui Vivant Denon, nel periodo 1798-1799. Claude-Étienne Savary descrisse molto dettagliatamente l'intero complesso nel suo lavoro datato 1785.